# آنارچ
آنارچ (به مجاری:  Anarcs) یک سکونتگاه مسکونی در مجارستان است که در سابولچ-ساتمار-برگ واقع شده‌است.